# جيرالد إم. ليفين
جيرالد إم. ليفين (بالإنجليزية: Gerald M. Levin)‏ هو شخصية أعمال أمريكي، ولد في 6 مايو 1939 في فيلادلفيا في الولايات المتحدة.

## وصلات خارجية
- جيرالد إم. ليفين على موقع الموسوعة البريطانية (الإنجليزية)
- جيرالد إم. ليفين على موقع مونزينجر (الألمانية)